# Skuleskogen
Skuleskogen är en så kallad gränsskog i Ångermanland, vilken utgör gränsen mellan landskapsdelarna Sunnanskogs och Nolaskogs. Nordöstra delen av Skuleskogen är nationalpark, och genom skogen går vandringsleden Höga Kustenleden.
I Skuleskogen finns bland annat Slåttdalsberget, som delas av den karakteristiska Slåttdalsskrevan, och i söder finns Skuleberget. Totalt har Skuleskogen cirka 30 kilometer vandringsleder och ett antal övernattningsstugor. Skuleskogen har på senare tid blivit en populär plats för vandrare världen över. Höga Kusten Hike är det största vandringsarrangemanget med passage genom Skuleskogen innan vandringen fortsätter längst Höga Kustenleden.
Förr i tiden var Skuleskogen ett av de mest fruktade avsnitten på vägen för de resande handelsmännen. Skuleskogen var mytomspunnet för att ha varit ett tillhåll för rövare och fredlösa. I Skuleskogen troddes också förekomsten av övernaturliga väsen och trolldom ha varit extra stor. Kerstin Ekmans roman Rövarna i Skuleskogen behandlar båda dessa teman.
Skogen är också plats för många bronsåldersgravar.

## Bildgalleri

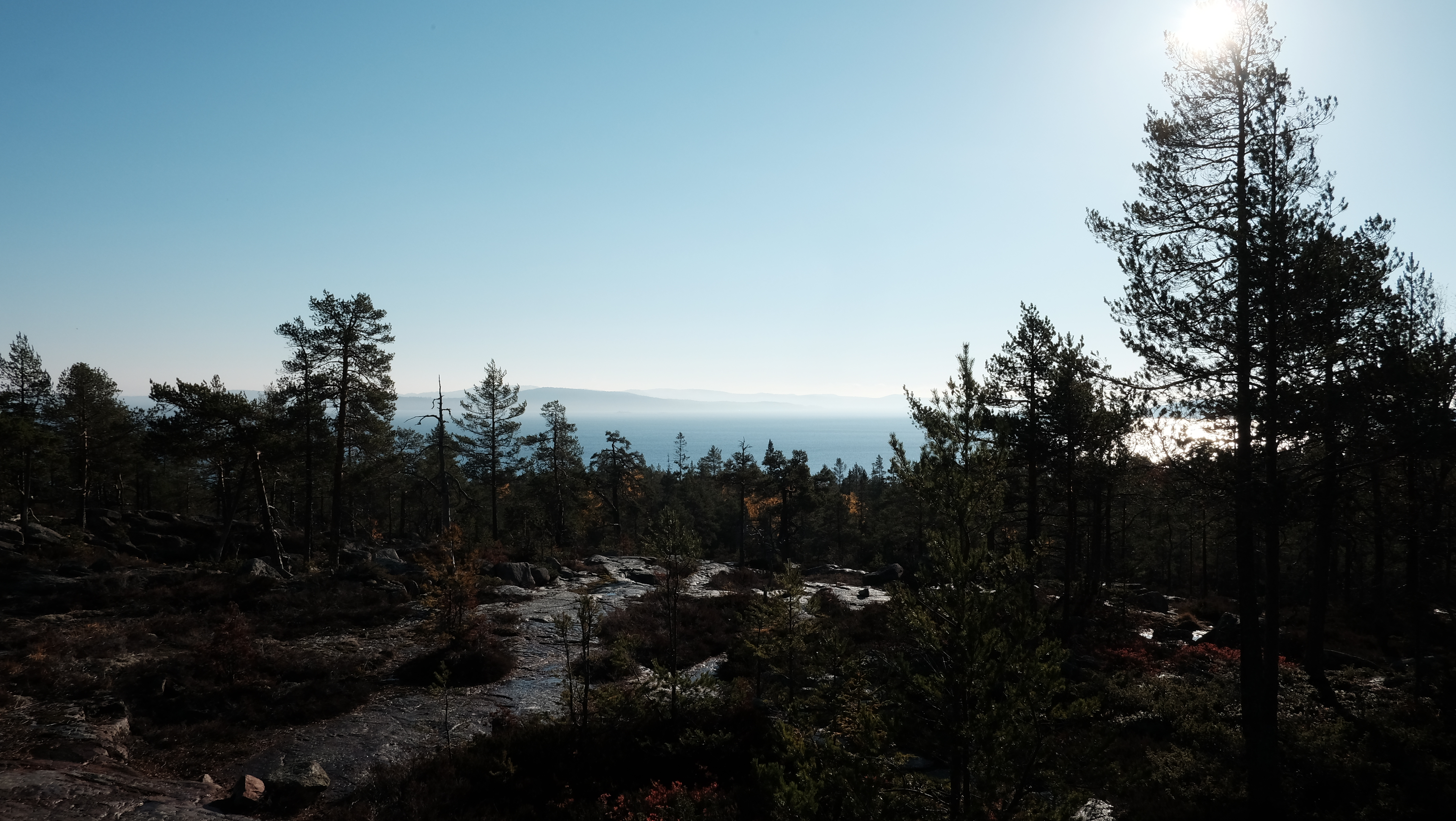
Vy från Slåttdalsberget
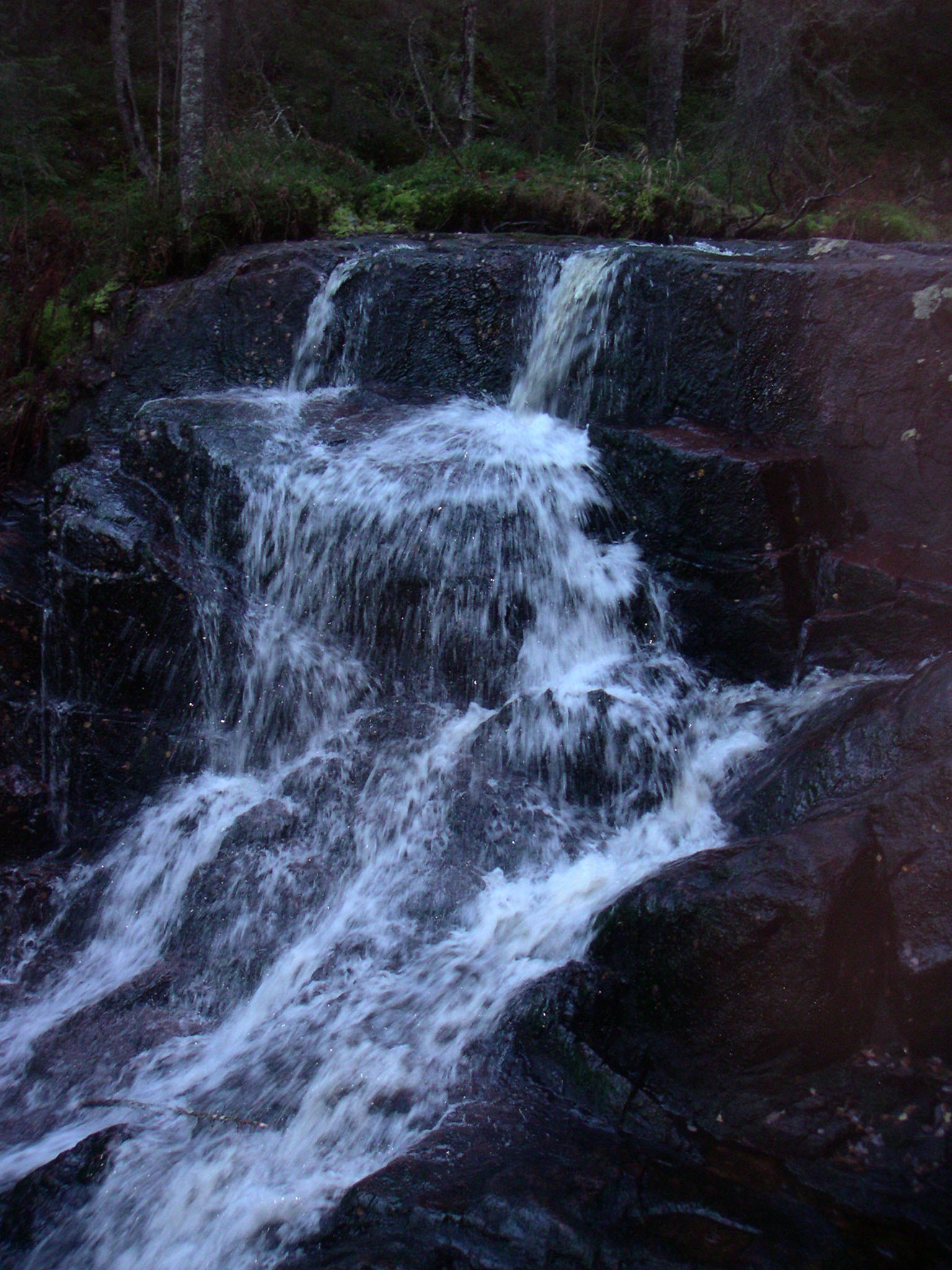
Skravelbäcken
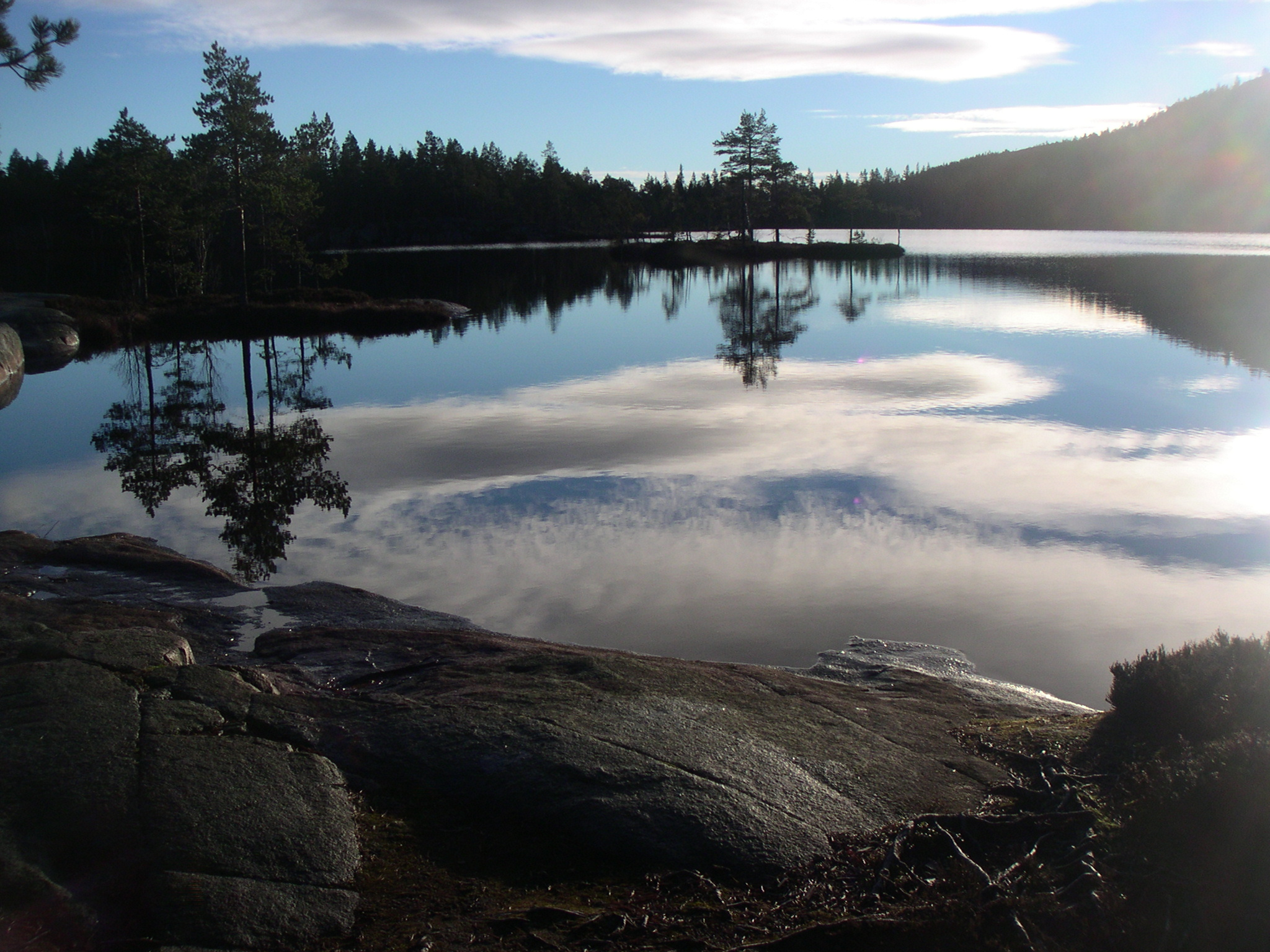
Tärnättvattnet
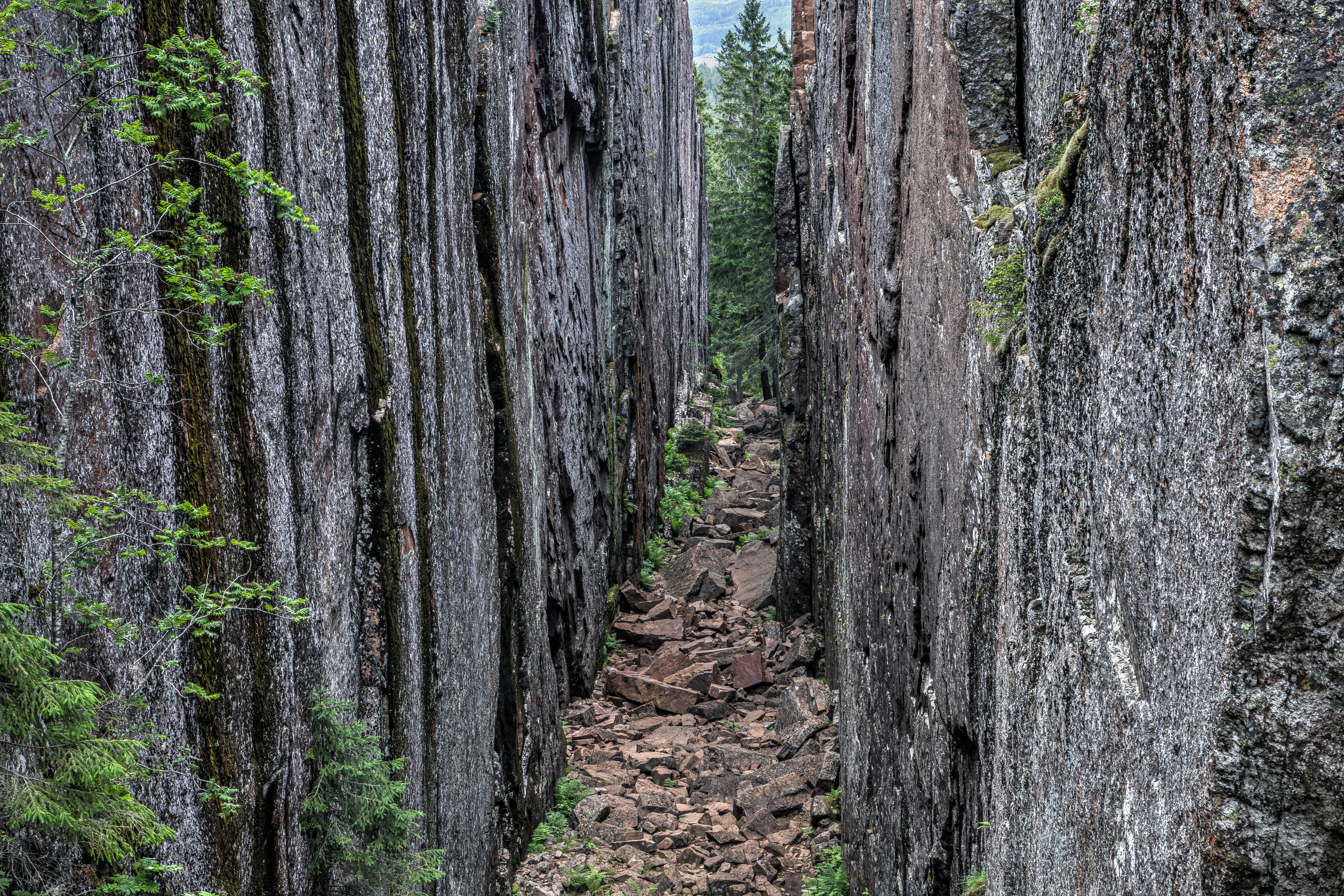
Slåttdalsskrevan
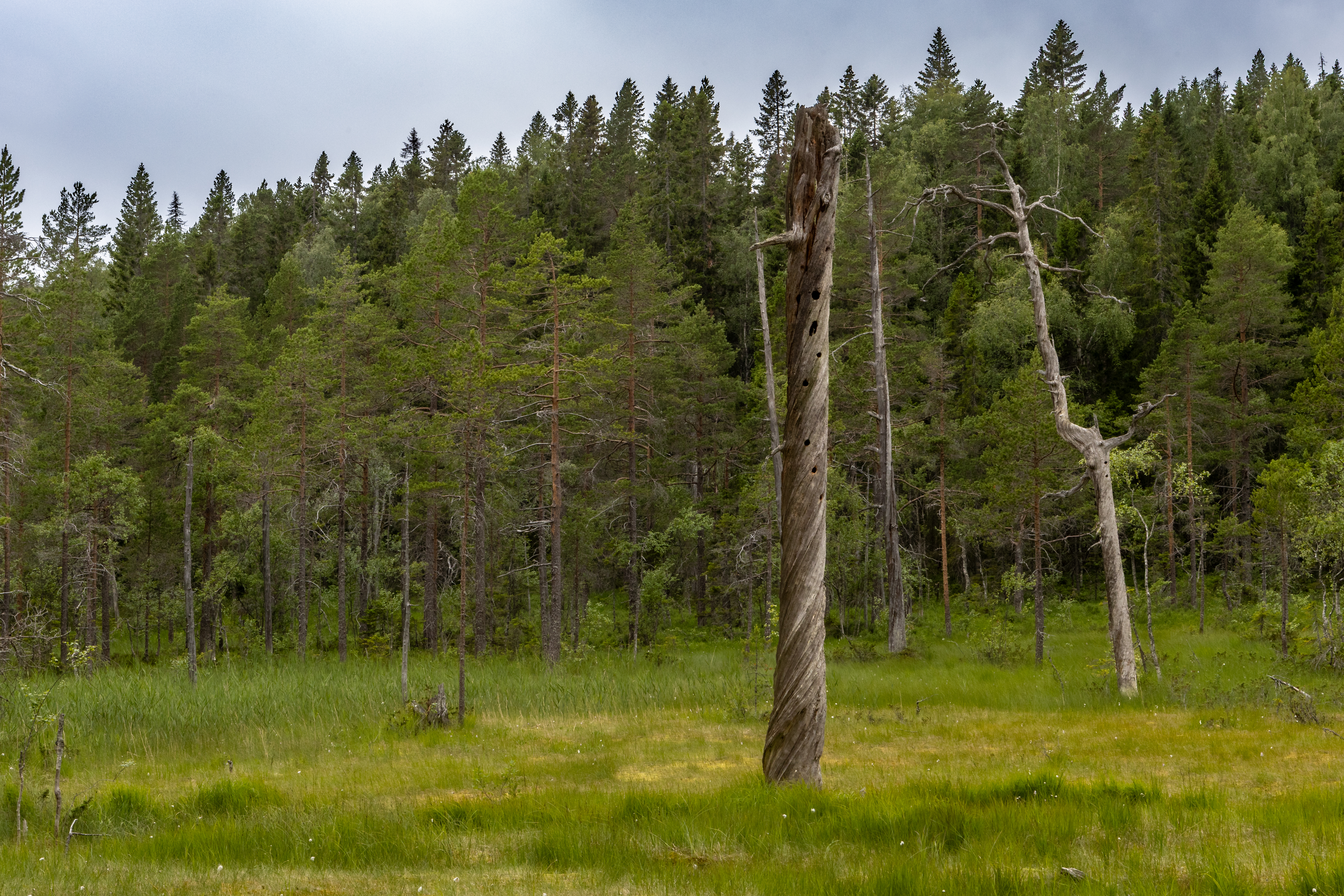
Vegetation
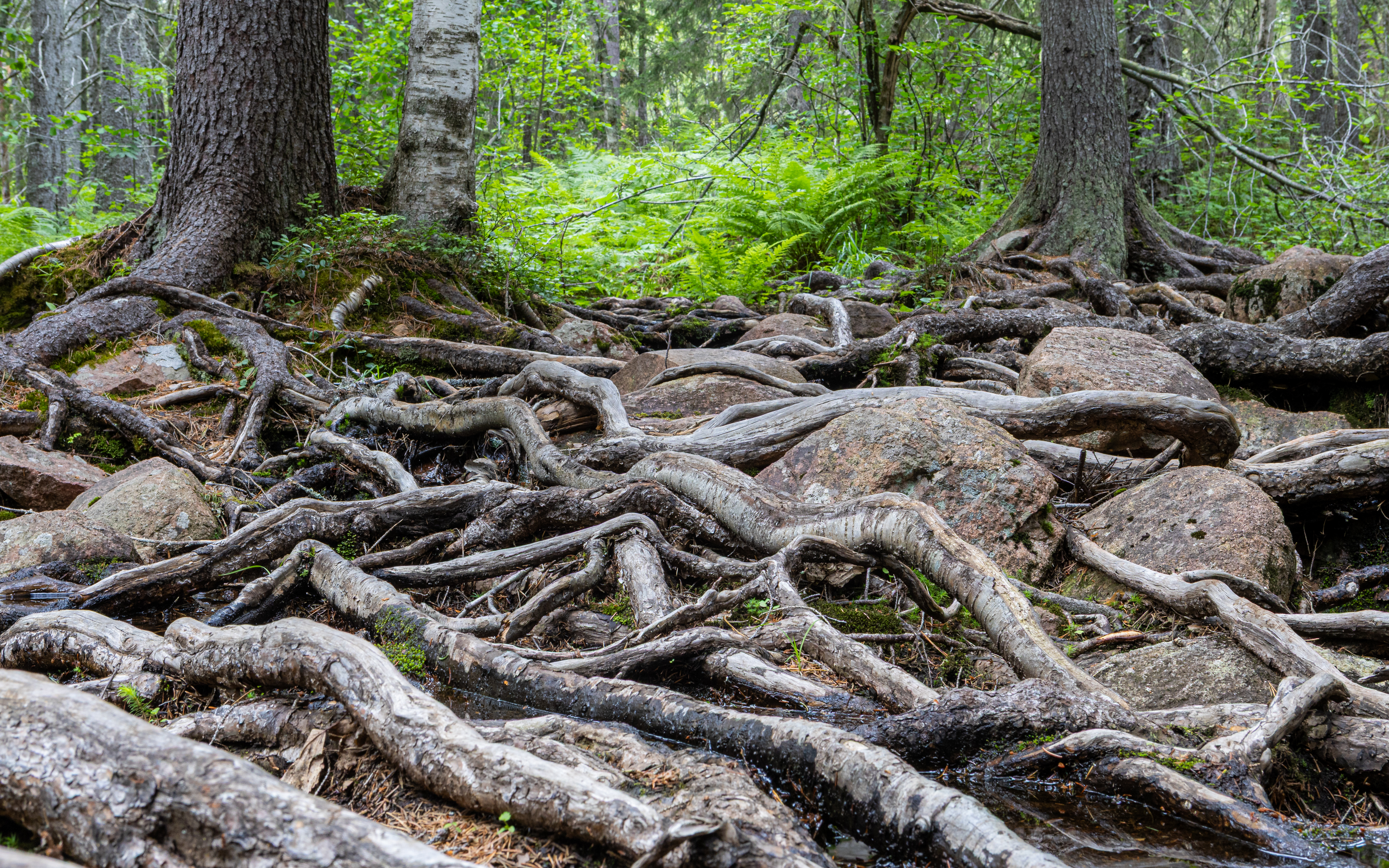
Rötter